# غرايم بيتر
غرايم بيتر (17 مايو 1971 في المملكة المتحدة - ) (بالإنجليزية: Graeme Angus)‏ هو لاعب كريكت بريطاني. لعب مع Northumberland County Cricket Club ‏.